# Macronemurus horni
Macronemurus horni is een insect uit de familie van de mierenleeuwen (Myrmeleontidae), die tot de orde netvleugeligen (Neuroptera) behoort. 
Macronemurus horni is voor het eerst wetenschappelijk beschreven door Esben-Petersen in 1912.